# 새언약유월절 하나님의교회
새언약 유월절 하나님의교회(영어: New Covenant Passover Church of God)는 안상홍 사후 1985년 4월에 분열된 분파 중 하나이다.
2022년 현재 서울 송파측 두 곳과 대구측 세 곳이 있다. 서울측과 대구측은 교회 로고가 서로 다르다.
안상홍 발간 책자 약 25권과 육성설교 테이프 37편, 설교노트 10여권을 보유하고 있다고 한다.
안식일과 유월절 등 3차의 7개 절기를 지키고 예배시 여자는 머리에 수건을 쓴다. 초기에는 안상홍은 재림예수가 아니고 선지자라고 했으나 2007년 이후 안상홍을 재림 예수라고 한다. 기도는 예수 이름으로 한다.
1. ↑  서울측 웹사이트
2. ↑  대구측 웹사이트
3. ↑  >“안상홍이 재림 그리스도라는 증거는 무엇인가”. 《ncpcog.co.kr》. 2023년 12월 3일에 원본 문서에서 보존된 문서. 2024년 4월 24일에 확인함.